# Berner Alpen

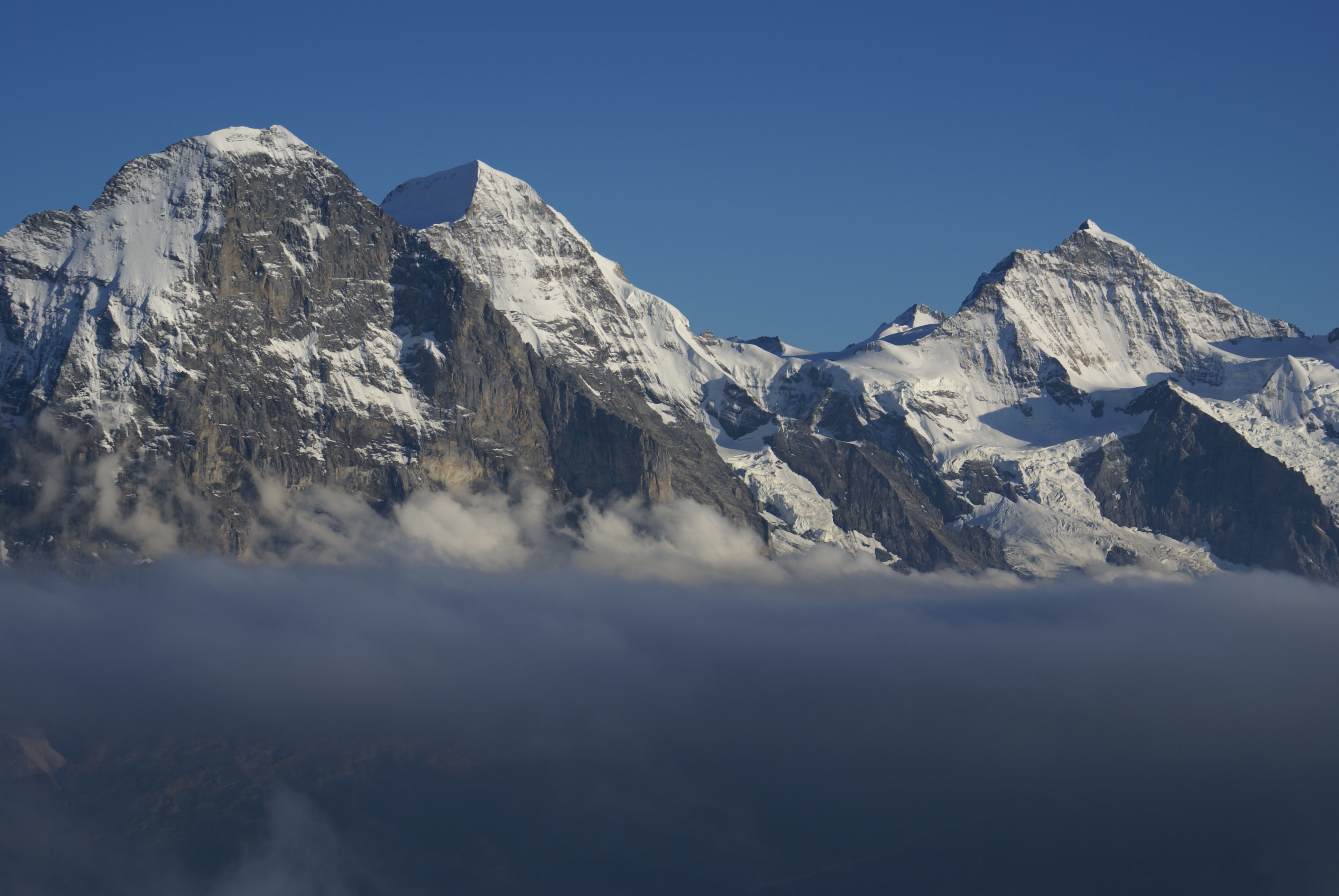
Dreigestirn aus Eiger, Mönch und Jungfrau, von links nach rechts

Die Berner Alpen sind eine Gebirgsgruppe der Westalpen in der Schweiz in den Kantonen Bern, Wallis und Waadt. Sie bilden eines der ausgedehntesten und herausragendsten Gebirgsmassive der Alpen zwischen den Berner Voralpen im Norden und dem Rhonetal im Süden. Die Berner Alpen sind stark vergletschert. Die beiden längsten Eisströme der Alpen, der Aletsch- und der Fieschergletscher, fliessen auf der Südseite der Berner Alpen ins Wallis ab. Der höchste Berg ist das Finsteraarhorn mit einer Höhe von 4274 m. Am bekanntesten und am weitesten sichtbar ist das Dreigestirn aus Eiger, Mönch und Jungfrau.

## Geografie

### Abgrenzung

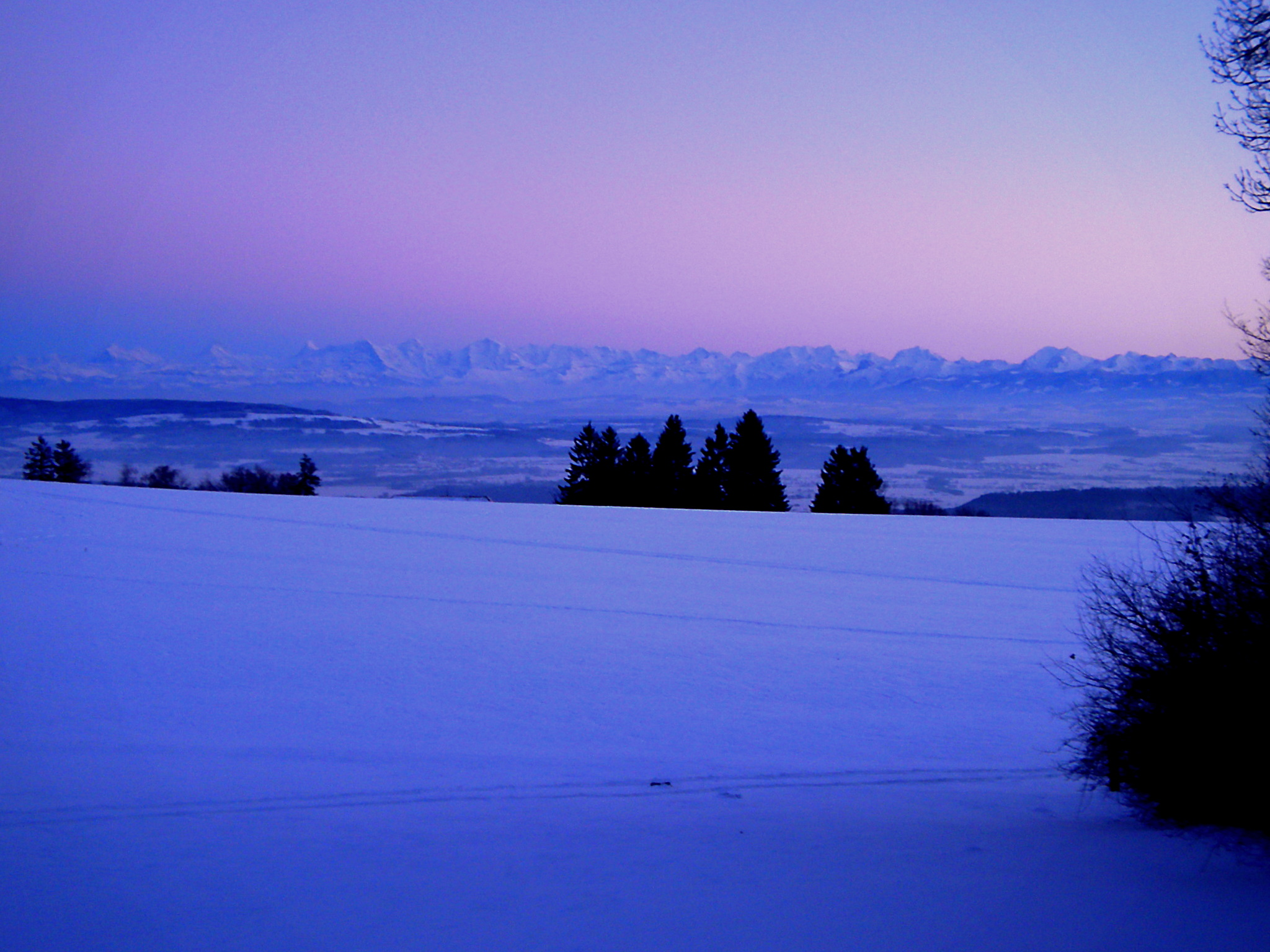
Berner Alpenkette vom Berner Jura aus gesehen

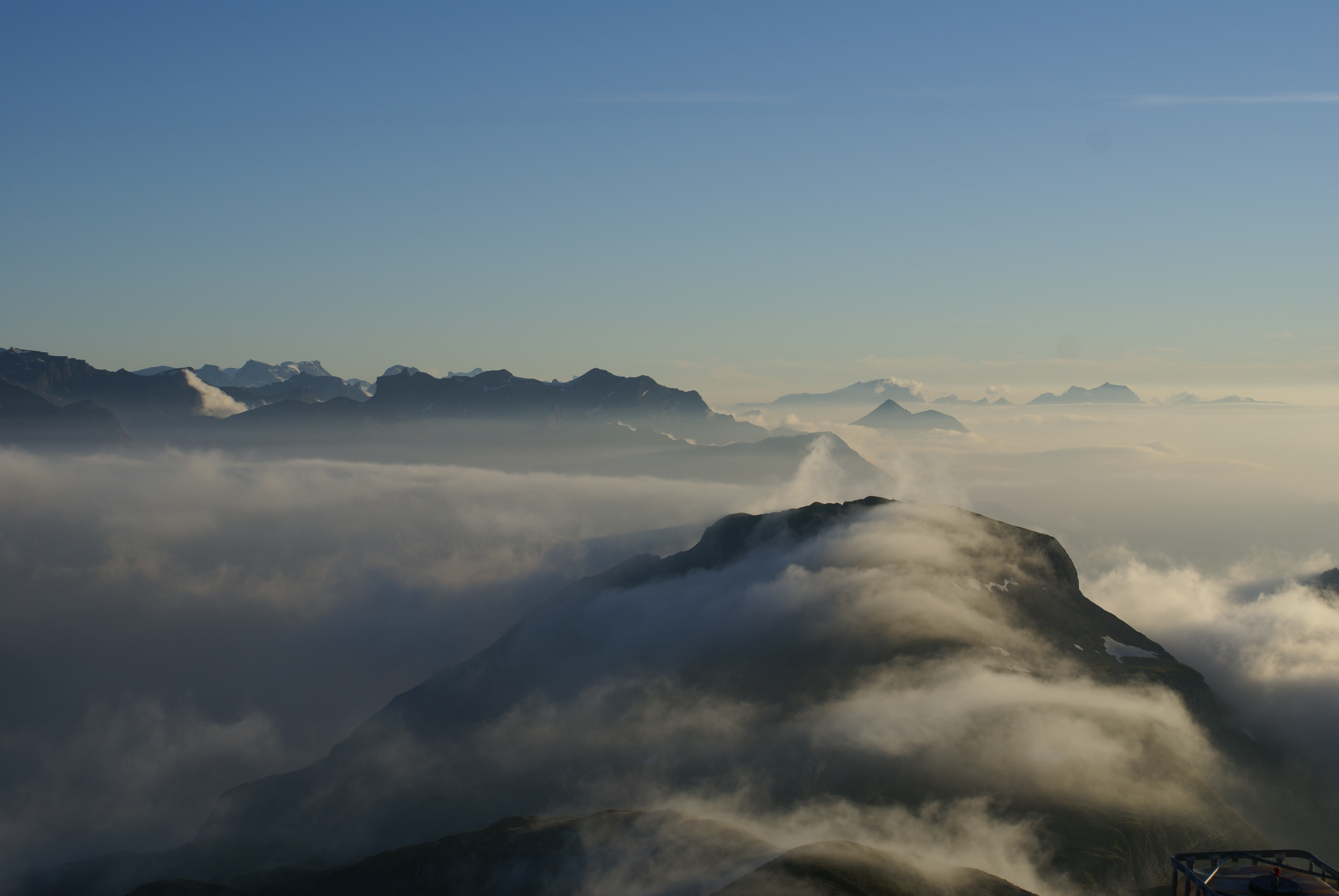
Blick vom Faulhorn

Im Osten bilden das Haslital und der Grimselpass den Übergang in die Urner Alpen, die gemäss der SOIUSA-Gebirgsklassifikation auch zu den «Berner Alpen im weiteren Sinne» gerechnet werden können. Im Süden begrenzt der Lauf der Rhone im Kanton Wallis die Berner Alpen. Die Grenze nach Norden und Nordwesten bildet nach weitgehend einheitlicher Auffassung die Hintere Gasse, die markante Furche, die das vergletscherte Berner Hochgebirge von den im Sommer schneefreien Bergen und ihren besiedelten Tälern trennt. Unsicher ist lediglich die Zuordnung der Lohnergruppe, in deren Bereich die Furche nicht vorhanden ist. Die der Furche nördlich vorgelagerten Berge werden in der Regel als Berner Voralpen bezeichnet, im Westen auch als Freiburger Voralpen und Waadtländer Voralpen. Kontrovers ist die Begrenzung im Südwesten. Hier reichen die Berner Alpen als einheitliches Bergmassiv bis an das untere Rhonetal bei Saint-Maurice. Weil die letzten Berggruppen allerdings auf keiner Seite mehr zum Kanton Bern gehören, nimmt man diese häufig vom Begriff der Berner Alpen aus und bezeichnet sie als Waadtländer Alpen. Das gilt verbreitet für die Gruppen des Grand Muveran und des Dent de Morcles, vielfach aber auch für die Gruppe der Diablerets, die die Grenze zwischen den Kantonen Bern, Waadt und Wallis bilden. Der Einteilungsvorschlag SOIUSA trägt dem Rechnung und fasst Waadtländer Alpen und Berner Alpen (im engeren Sinne) in einer übergeordneten Ebene als Berner Alpen im weiteren Sinne zusammen.
Alternativ zu dieser Einteilung werden die Berner Alpen von Johannes Führer und Ernst Höhne (vergleiche hierzu die Grafik oben rechts) stringent am Prinzip der Prominenzsystematik definiert. Eine Differenzierung von alpinen und voralpinen Gebirgsregionen kommt hier nicht zur Anwendung. Der kompakte Bergraum nördlich der Rhone, westlich des Grimselpasses und südlich der Aare wird lediglich noch einmal in Berner Alpen und Freiburger Alpen unterteilt, wobei die beiden Gebirgsgruppen durch das Tal der Grande Eau, den Col du Pillon, die Saane, Saanenmöser und die Simme geschieden werden. Die Waadtländer Alpen und der kleine Teil der Waadtländer Voralpen südlich der Grande Eau werden demnach als Teil der Berner Alpen definiert, und auch die Berner Voralpen südlich der Aare sind entsprechend weitgehend Teil der Berner Alpen. Nur das links der Simme liegende Massiv um Stockhorn, Gantrisch, Ochse und Schibe wird, gemäss der Prominenzsystematik, als Teil der Freiburger Alpen angesehen.

### Gliederung
Die Berner Alpen zerfallen in zwei geologisch wie landschaftlich unterschiedliche Zonen: die westlichen Berner Alpen und die (östlichen) Berner Hochalpen. Die westlichen Berner Alpen bestehen aus mehreren deutlich begrenzten Kalkmassiven, die maximal 3250 m hoch und nur mässig vergletschert sind. Diese Region ist von Karsthochflächen, Plateaugletschern und starken Karstquellen geprägt. Mehrere Passübergänge trennen diese Kalkstöcke, die zwar keine Fahrstrassen, aber gute Fusswege und Saumpfade aufweisen: Der Sanetschpass liegt zwischen dem Sanetschhore und dem Arpelistock, der Rawilpass zwischen dem Wildhornmassiv und dem Wisshore, der Gemmipass zwischen dem Wildstrubel und dem Rinderhorn und der Lötschbergpass zwischen dem Balmhorn und dem Hockenhorn.
Die Berner Hochalpen östlich davon bestehen aus stark vergletscherten langen Bergketten mit zahlreichen Gipfeln im Bereich um 4000 m Höhe. Es gibt zwischen den Tälern kaum Passübergänge, sondern eher hochgelegene Bergsättel, die zudem alle vergletschert sind.
Der flächenmässig grösste Teil der Berner Alpen befindet sich im Kanton Wallis. Das gilt für die ganze Südabdachung der Berner Alpen, aber auch für das Leukertal, das Lötschental sowie den Aletsch- und den Fieschergletscher. Lediglich die Nordabdachung, die Aargletscher und das Gaulibecken samt dem Urbachtal gehören zum Kanton Bern. Die Grenze zwischen Wallis und Bern verläuft im Wesentlichen über die Wasserscheide zwischen Aare und Rhone. Ausnahmen sind allein die Passregionen von Sanetschpass und Gemmipass, die auch nördlich der Wasserscheide zum Wallis gehören. Zählt man auch die westlichen Gruppen zu den Berner Alpen, so hat auch der Kanton Waadt einen kleinen Anteil an den Berner Alpen (Nordabdachung der Dent-de-Morcles-Gruppe, der Muveran-Gruppe und der Diablerets).

### Gipfel

#### Viertausender
| Bild | Gipfel                | Höhe [m] | Lage (Kanton)                           | Dominanz                      | Schartenhöhe                 | Bemerkungen |
| --- | --------------------- | -------- | --------------------------------------- | ----------------------------- | ---------------------------- | --- |
| Finsteraarhorn und Finsteraarjoch (links) von Nordnordwesten (2007) | Finsteraarhorn        | 4274     | Grenze Bern / Wallis 46° 32′ N, 8° 8′ O | 51,65 km → Nadelhorn          | 2279 m ↓ Westl. Simplonpass  | Nordwestlich schliesst das Agassizhorn an. Die beiden bedeutenden Nebengipfel liegen im Südostgrat: der Turm Pt. 3694 m und der breite Felsklotz Pt. 3603 m (vgl. Liste der Dreitausender in den Berner Alpen).                             |
| Aletschhorn und Grosser Aletschfirn von Nordosten, vom Grünegghorn aus gesehen (2013) | Aletschhorn           | 4194     | Wallis 46° 28′ N, 8° 0′ O               | 13,5 km → Finsteraarhorn      | 1043 m ↓ Lötschenlücke       | Im Westen vorgelagert liegt das Kleine Aletschhorn (3745 m). Im Südgrat auffällig sind der Südgratgendarm Pt. 3948 m, ein markanter Doppelturm (ca. 3744 m), und die vier Türme des Pt. 3716 m.                                             |
| Jungfrau von Norden (2008) | Jungfrau              | 4158     | Bern / Wallis 46° 32′ N, 7° 58′ O       | 8,5 km → Aletschhorn          | 694 m ↓ Jungfraujoch         | Nördlich des Hauptgipfels, oberhalb der Nordwand, liegt die Wengen-Jungfrau (4085 m). Die unterste Erhebung im NO-Grat, direkt westlich über dem Jungfraujoch, ist die Mathildespitze (3554 m).                                             |
| Mönch von Westnordwesten, vom Stockhorn aus gesehen (2014). Rechts im Hintergrund der Zackengrat des Trugbergs. Weiter rechts die Sphinx. Links der lange Grat zum Nördlichen Eigerjoch, darüber die Spitze des Grossen Fiescherhorns. | Mönch                 | 4110     | Bern / Wallis 46° 34′ N, 8° 0′ O        | 3,55 km → Jungfrau            | 591 m ↓ Unteres Mönchsjoch   | Bemerkenswert ist der lange untere Nordostgrat zum Nördlichen Eigerjoch (3606 m), der von einer Firn- in eine Felsschneide übergeht, die mehrere Gipfeltürme aufweist.                                                                      |
| Schreckhorn (links) von Nordwesten, vom unteren Bachalpsee aus gesehen (2017). Im Hintergrund das Finsteraarhorn. | Schreckhorn           | 4078     | Bern 46° 35′ N, 8° 7′ O                 | 5,48 km → Finsteraarhorn      | 795 m ↓ Finsteraarjoch       | Der Ostgipfel hat eine Höhe von ca. 4060 m. Im Nordwestgrat liegen die zwei Gratgipfel des Nässihorns (3743 m, 3741 m). |
| Kleines (links) und Grosses Fiescherhorn von Norden, in der Mitte hinter dem Grat das Hintere Fiescherhorn (2014) | Grosses Fiescherhorn  | 4049     | Bern / Wallis 46° 33′ N, 8° 4′ O        | 4,8 km → Mönch                | 396 m ↓ Fieschergrat         | Hauptgipfel im Zentrum des Dreiecks aus Walcherhorn, Kleinem und Hinterem Fiescherhorn. Die ausgeprägte Nordwestschulter erreicht eine Höhe von 3799 m.                                                                                     |
| Kleines und Grosses Grünhorn (Mitte) von Norden, rechts das Grünegghorn, links Grosses und Hinteres Fiescherhorn (2008) | Grosses Grünhorn      | 4043     | Wallis 46° 32′ N, 8° 5′ O               | 2,5 km → Grosses Fiescherhorn | 303 m ↓ Kleine Grünhornlücke | Das Grosse Grünhorn wird eingerahmt von den Nebengipfeln Kleines Grünhorn (3912 m) im Norden und Grünegghorn (3863 m) im Süden. Im Südostgrat liegt die scharfe Firnschneide Pt. 3584 m (vgl. Liste der Dreitausender in den Berner Alpen). |
| Schreckhorn (links) und Lauteraarhorn (Mitte, mit Nord-, Mittel- und Hauptgipfel) von Süden (2007) | Lauteraarhorn         | 4042     | Bern 46° 35′ N, 8° 8′ O                 | 0,95 km → Schreckhorn         | 128 m ↓ Schrecksattel        | Im Nordgrat liegen zwei markante Nebengipfel: Der Mittelgipfel misst 4014 m, der Nordgipfel 4015 m. Auffällig ist auch noch der untere Südostgratgendarm (3864 m).                                                                          |
| Hinteres und Grosses Fiescherhorn von Osten, dazwischen im Hintergrund der Mönch (2010). Links der dunkle Turm Pt. 3981. | Hinteres Fiescherhorn | 4025     | Wallis 46° 33′ N, 8° 4′ O               | 0,7 km → Grosses Fiescherhorn | 102 m ↓ Fieschersattel       | Das Hintere Fiescherhorn bildet zusammen mit dem Grossen Fiescherhorn einen Zwillingsgipfel. Im Südgrat steht der markante Turm Pt. 3981 m.                                                                                                 |

#### Dreitausender (kleine Auswahl)
- Gletscherhorn, 3982 m
- Eiger, 3967 m
- Äbni Flue (Ebnefluh), 3961 m
- Agassizhorn, 3947 m

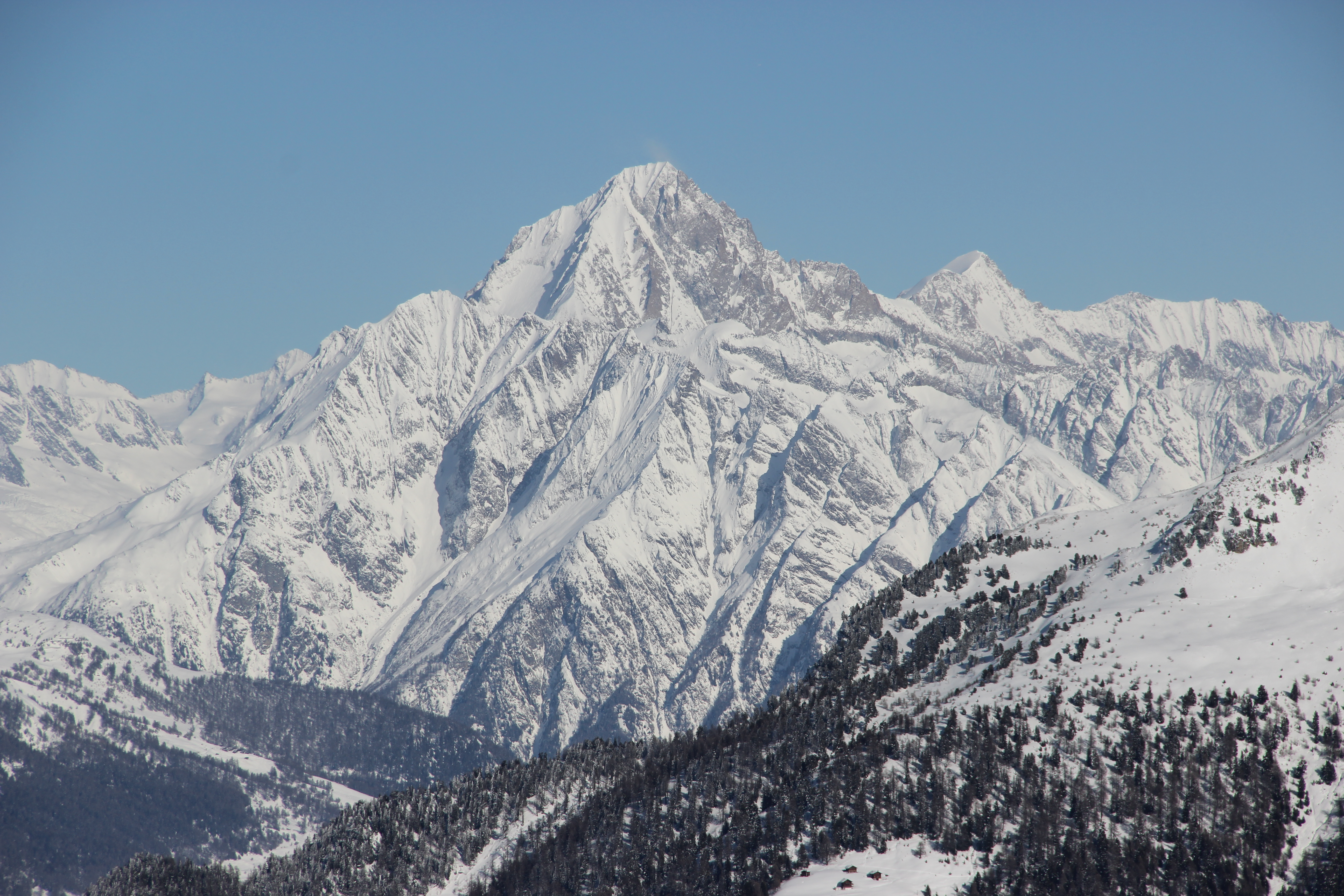
Bietschhorn und Nesthorn

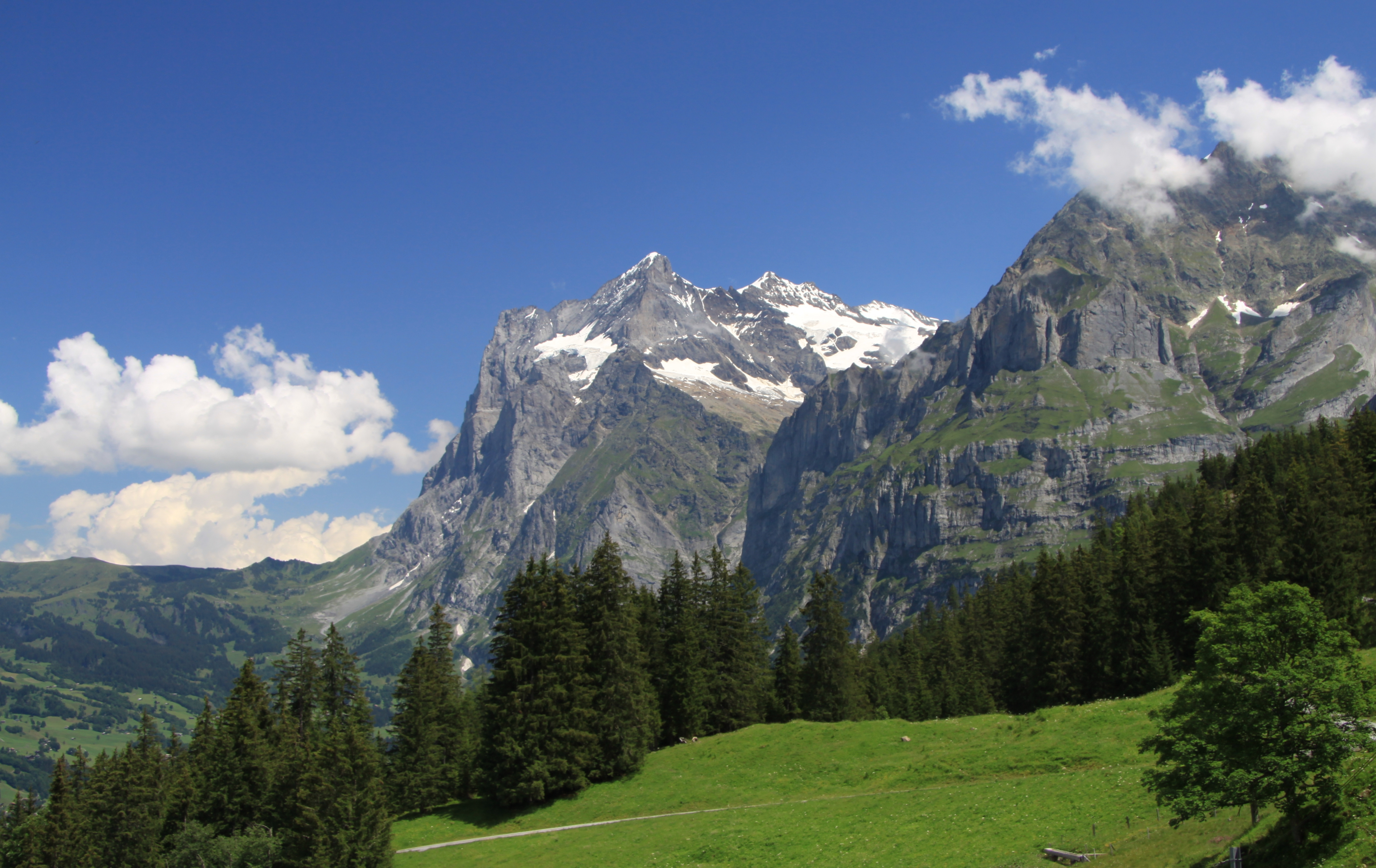
Wetterhörner: Wetterhorn, Mittelhorn und Rosenhorn, von oberhalb Grindelwald aus gesehen (rechts: Mättenberg)

- Bietschhorn, 3934 m (Schartenhöhe: 807 m)
- Trugberg, 3932 m
- Grosses Wannenhorn, 3906 m
- Mittaghorn, 3893 m
- Nesthorn, 3820 m
- Schinhorn, 3796 m
- Lötschentaler Breithorn, 3784 m
- Lauterbrunner Breithorn, 3780 m
- Wetterhörner: Mittelhorn, 3702 m; Wetterhorn, 3690 m; Rosenhorn, 3689 m
- Balmhorn, 3697 m (Schartenhöhe: 1020 m)
- Blüemlisalp, 3660 m (Schartenhöhe: 896 m)
- Doldenhorn, 3638 m
- Altels, 3630 m
- Tschingelhorn, 3555 m
- Rinderhorn, 3449 m
- Gspaltenhorn, 3436 m
- Wildhorn, 3250 m (Schartenhöhe: 981 m)
- Wildstrubel, 3244 m (Schartenhöhe: 816 m)

### Gletscher
In den hohen Talabschnnitten der Berner Alpen liegen zahlreiche Gletscher. Darunter befindet sich mit dem Grossen Aletschgletscher der grösste Eisstrom der Alpen.

#### Gletscher (kleine Auswahl)
- Fieschergletscher
- Finsteraargletscher
- Gauligletscher
- Glacier de la Plaine Morte
- Grosser Aletschgletscher
- Ischmeer
- Kanderfirn
- Lauteraargletscher
- Oberaargletscher
- Oberaletschgletscher
- Oberer Grindelwaldgletscher
- Obers Ischmeer
- Rosenlauigletscher
- Unteraargletscher

## Geologie
Die Berner Hochalpen sind im Wesentlichen ein Teil des Aarmassivs, bestehen also aus mehr oder minder ortsansässigem (autochthonem) Kristallin, und zwar weitgehend aus Zentralem Aaregranit, Lauterbrunner Granit, Amphibolit, Gneisen und Schiefern. Mitten durch die Berner Alpen erstreckt sich in Längsrichtung das Alpine Längstal, von der Grimsel über den Konkordiaplatz ins Lötschental und weiter nach Leukerbad. Im Nordwesten ist dem Aarmassiv ein Mantel von Jura-Kalk vorgelagert, der durch Druck von Süden steil aufgestellt ist und auf den zum Teil das Kristallin sogar überschoben ist. Der aufgestellte Kalk ist am markantesten am Wetterhorn und am Eiger zu sehen, die Überschiebung des Kristallins an der Jungfrau.
Der Kalkmantel bildet eine einheitliche Kolonne von markanten Gipfeln, vom Wetterhorn über den Eiger zur Blüemlisalp und weiter über das Doldenhorn und das Balmhorn bis zum Gemmipass. Er ist (zusammen mit den aufgeschobenen Kristallinstücken) das eigentliche Schaustück der Berner Alpen, eine riesige Mauer von 2 bis 3 km Höhe und knapp 50 km Länge, mit Eiger, Mönch und Jungfrau als Kernstück, die bei günstigen Sichtbedingungen sogar aus den Vogesen in 200 Kilometer Entfernung gesehen werden können.
Das Kristallin ist im Bereich der Jungfrau eng mit dem Kalkmantel verflochten, weiter westlich ist es aber davon getrennt durch die Furche des Kanderfirns, des Lötschenpasses und der oberen Dala (Leukerbad). Hier taucht das Kristallin nach und nach ab und verschwindet samt dem Kalkmantel unter dem Rhonetal.
Die westlichen Berner Alpen bestehen im Wesentlichen aus Kalken der Unterkreide, nur in der Südabdachung über Sion auch aus Jurakalken.

## Erschliessung und Tourismus

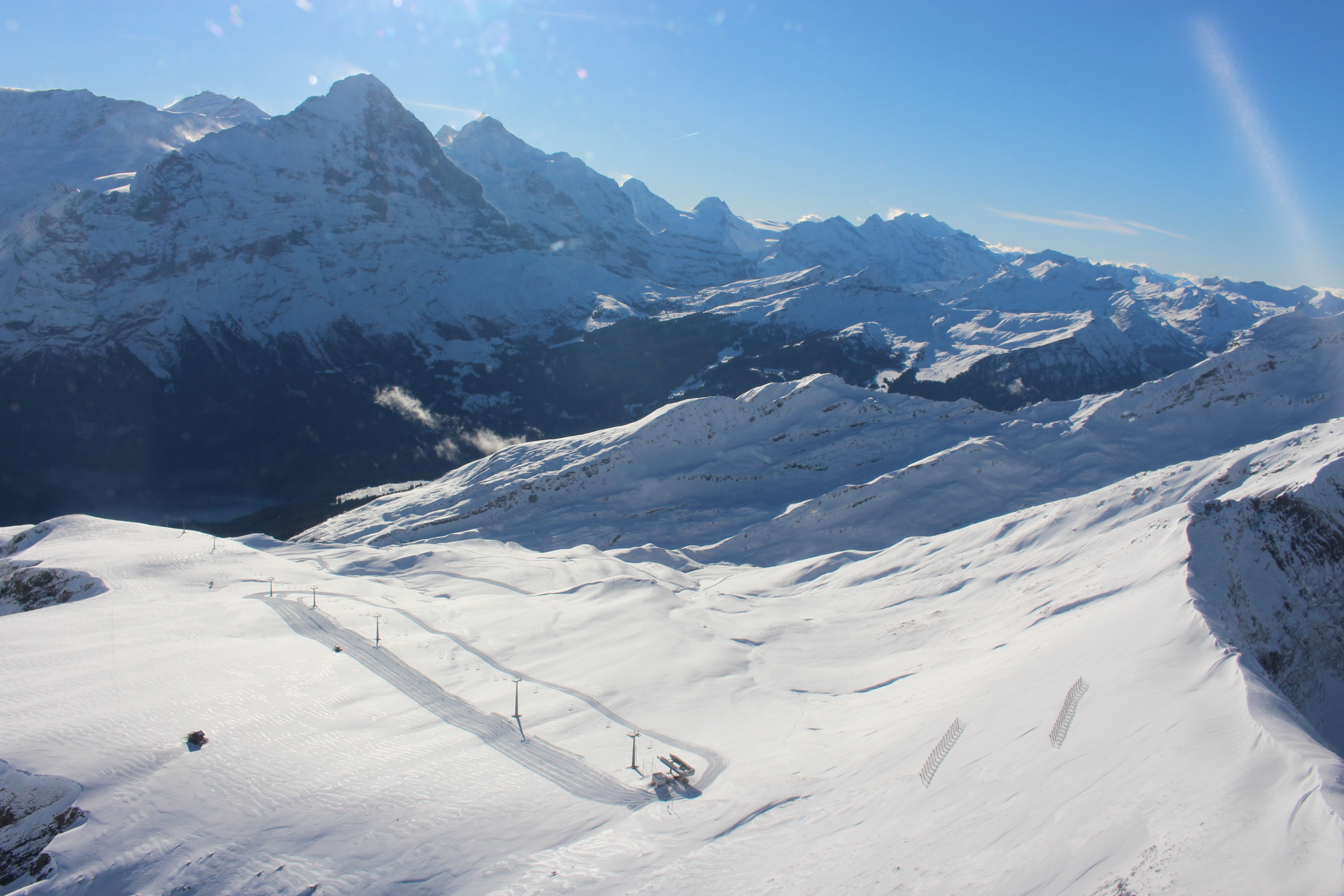
Sesselbahn bei Grindelwald mit Eiger im Hintergrund

Im Mittelalter dienten die Pässe der westlichen Berner Alpen als Übergänge vom Berner Oberland ins Wallis. Über den Gemmipass wurde ein Fahrweg angelegt, der allerdings nie zu verkehrsmässiger Bedeutung gelangte und bis heute für Autos unpassierbar ist. Die Passregionen wurden schon frühzeitig für die Alpwirtschaft genutzt, und zwar insbesondere von den deutschsprachigen Alemannen, weshalb noch heute einige Gipfel dort, in sonst französischsprachiger Umgebung, deutsche Namen tragen (Rawilhorn, Wetzsteinhorn).
Die ins Rhonetal führenden Täler wurden gegen Ende des Mittelalters mit Wasserleitungen ausgerüstet, die der Bewässerung der trockenen Südhänge über dem Rhonetal dienten und dienen (sog. Bisse oder Suonen).
Besiedelt wurden auf der Nordseite nur die Täler entlang der Ränder der Berner Alpen (Lauterbrunnental, Kandertal, Engstligental, Simmental und das Saanenland, kleine Ausnahmen im Urbachtal und Stechelberg), auf der Südseite auch die Abhänge der Berge sowie die Gegend rund um Leuk, das Lötschental und das untere Fieschertal. Der grösste Teil des Gebirges blieb nicht nur unbewohnt und ungenutzt, sondern auch unzugänglich und völlig unbekannt.
Die Karte der Schweiz von Konrad Türst (ca. 1496) zeigt in den Berner Alpen einige Dörfer auf der Nord- und auf der Südseite, insbesondere Grindelwald, im Übrigen aber nur den Weg über die Gemmi und noch keinen einzigen Berggipfel. Die Karte des Bernischen von Thomas Schöpf (1578) zeigt bereits sehr detailliert die Täler des Berner Oberlandes, im Süden Brigerbad und Leukerbad und den Kontrast der Vorberge zu den schroffen Hochgipfeln, von denen bereits Wetterhorn und Schreck(s)horn, Mettelberg, Eiger und Junckfrau(u) zutreffend bezeichnet sind, ferner die Gemmi mit dem Daubensee, die sieben Quellen des Retzlibergs und die Pässe der westlichen Berner Alpen. Der mit Abstand grösste Berg ist das Schreckshorn. Die Quelle der Aare wird darauf korrekt jenseits der Grindelwalder Berge verortet, jedoch fehlt jeder Hinweis auf die Existenz eines Aaregletschers wie auch auf die aller übrigen Gletscher.
Spätere Karten zeigten erstmals die Region der Berner Alpen senkrecht von oben, zeigen aber keine neuen Details des Gebirges. Es fehlen ihnen auch jegliche vermessungstechnischen Grundlagen, so dass der Hauptkamm der Berner Alpen in Ost-West-Richtung erscheint und der Brienzer See in NW-SO-Richtung.

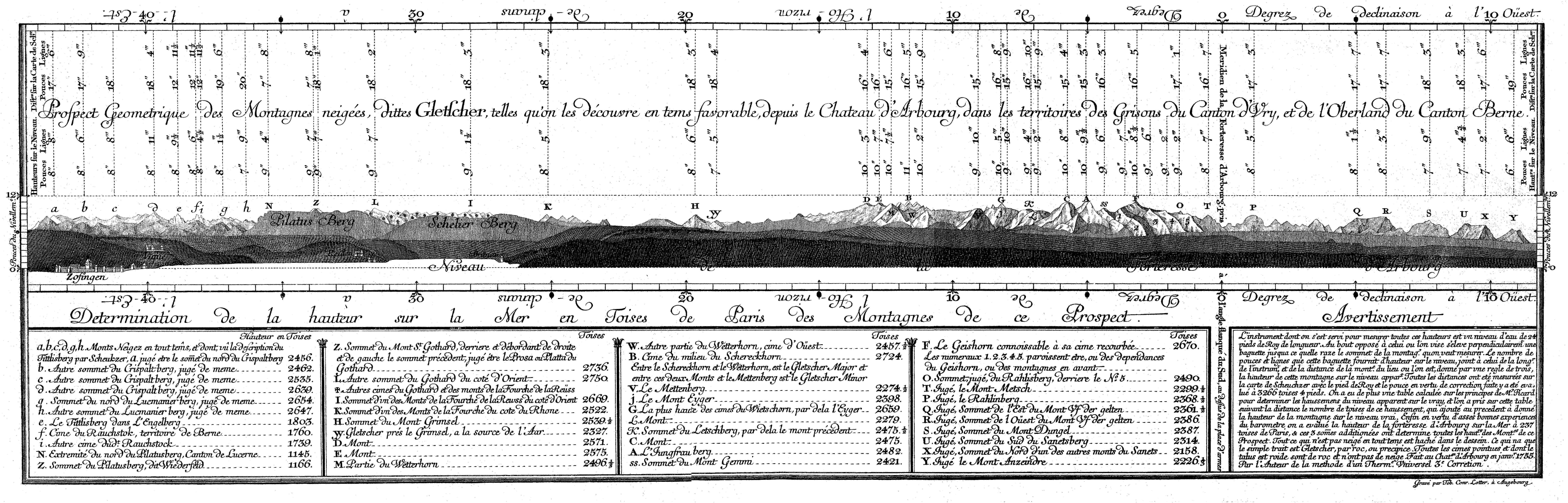
Prospect géométrique des montagnes neigées (1755)

Auf dem ersten wissenschaftlichen Gebirgspanorama der Alpen von Jacques-Barthélemy Micheli du Crest, dem Prospect géométrique des montagnes neigées von 1755, sind die Berner Alpen zwar eindeutig erkennbar, jedoch noch völlig unzureichend benannt. Nicht einmal Albrecht von Haller war in der Lage, Micheli du Crest die korrekten Namen der Berge mitzuteilen. Nur Wetterhorn und Schreckhorn sind dort richtig verortet. Es sind auch keine weiteren Bergnamen enthalten, die nicht schon in der Karte von Schöpf 1578 enthalten gewesen sind.
Die Randbereiche der Berner Alpen, insbesondere auf der Berner Oberländer Seite, wurden in der Barockzeit und Romantik Reiseziel für Dichter (Goethe) und Maler (William Turner, Samuel Birmann, Caspar Wolf). Insbesondere die Grindelwaldgletscher und der Schmadribachfall, Rosenlauigletscher und der Unteraargletscher galten als sehenswert.
Mit dem 1786–1802 entstandenen Atlas Suisse erschien 1812 das erste trigonometrisch fundierte Kartenwerk der Berner Alpen. Es zeigte zahlreiche Gipfel mit – weitgehend korrekter – Höhenangabe in Fuss. Zugleich war es das erste, das weitere, und zwar zahlreiche, Bergnamen enthielt, auch erstmals das Finsteraarhorn, und vor allem die Gletscher darstellte.

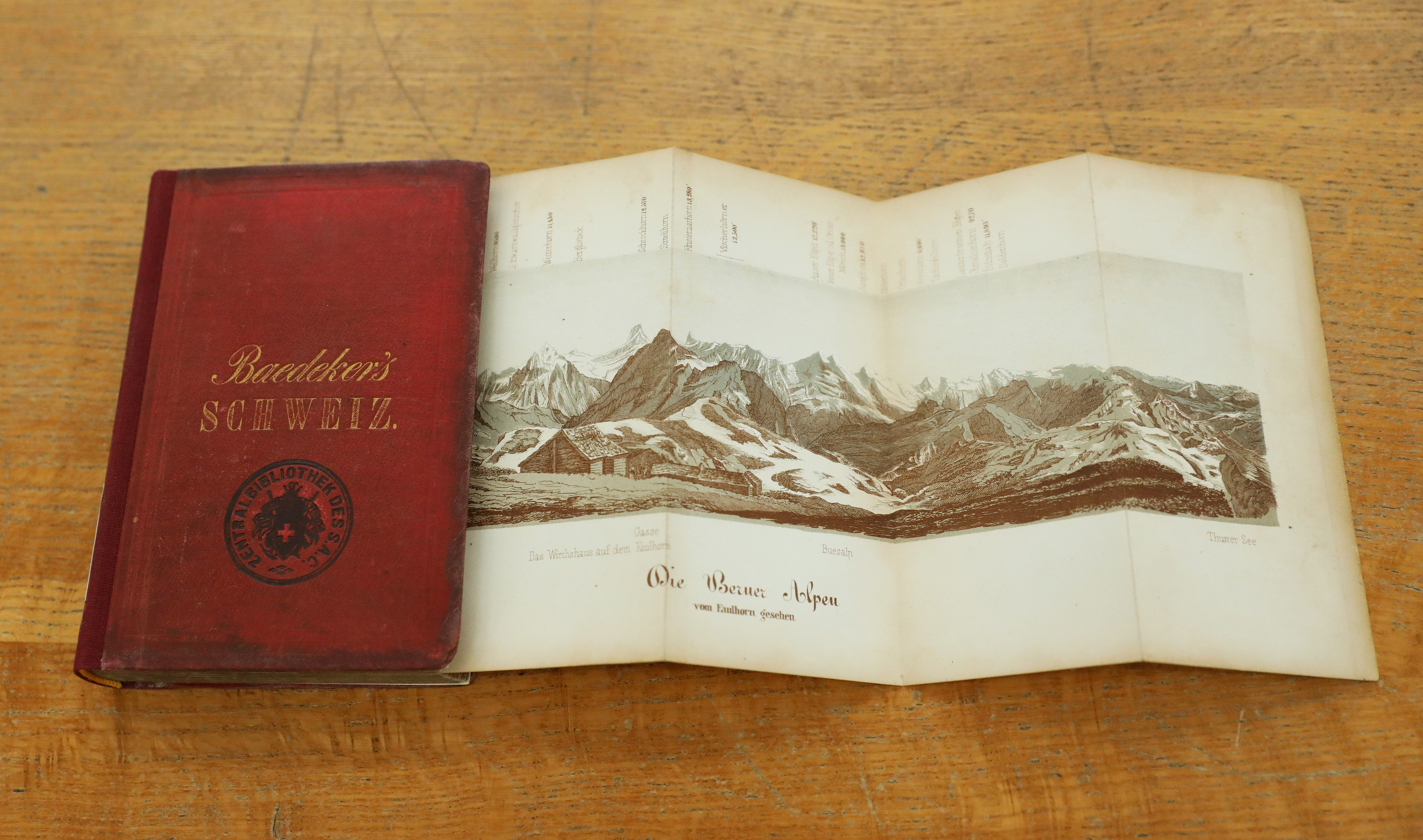
Baedeker’s Schweiz mit Karte der Berner Alpen in der Zentralbibliothek Zürich

Die touristische Eroberung und damit die geografische Entdeckung der inneren Berner Alpen erfolgte vom Grimselpass her. Hier hatten schon in der Barockzeit Naturforscher ihren Stützpunkt, und von hier starteten die Expeditionen zur Erstbesteigung von Jungfrau (1811) und Finsteraarhorn (1812 und 1829). Dabei verwechselte man zunächst einen südlich vom Mönch liegenden Berg mit der Jungfrau (sog. Trugberg).

1840 reisten Louis Agassiz und andere von der Grimsel auf den Unteraargletscher und erforschten erstmals die Fliessbewegung der Gletscher. 

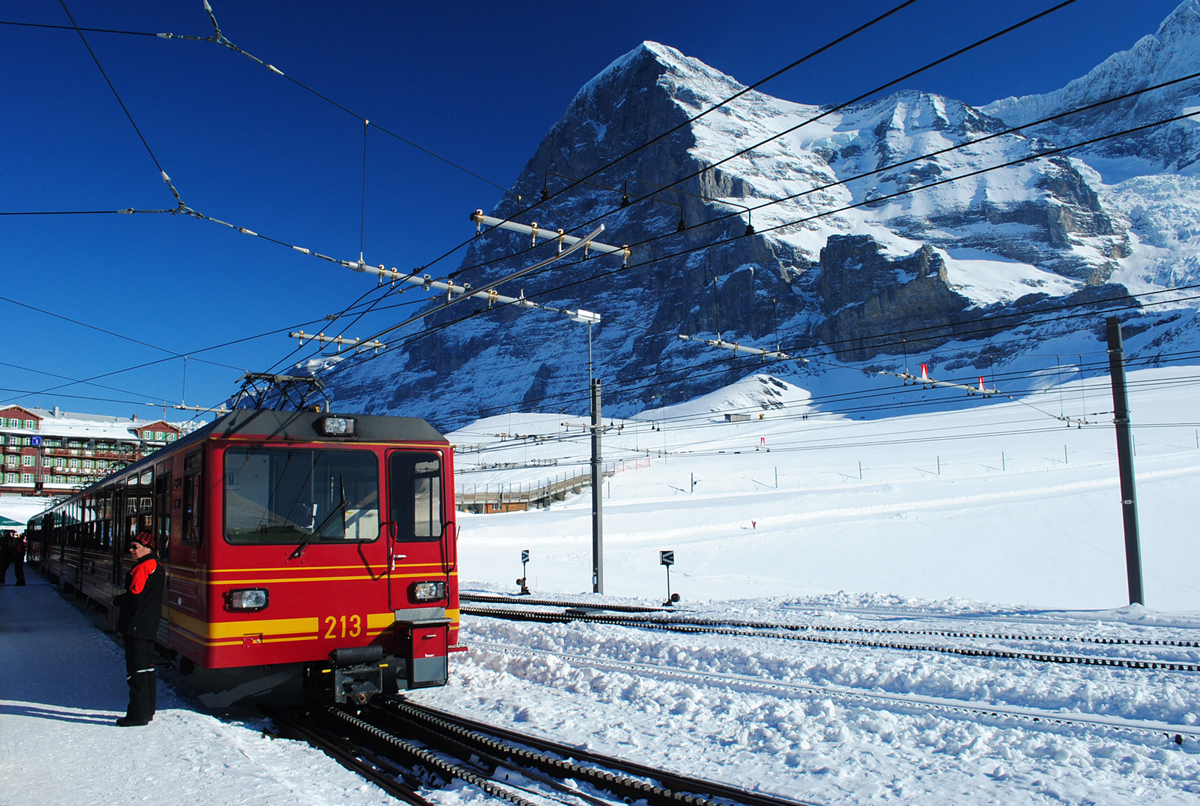
Jungfraubahn auf der Kleinen Scheidegg

1894–1912 wurde die Jungfraubahn erbaut, die nun den Umweg über den Grimselpass erspart, wenn man vom Berner Oberland zur Jungfrau oder auf den Mönch will. 1913 wurde auch der Lötschbergtunnel fertiggestellt und mit ihm die bis heute einzige durchgängige Verkehrsverbindung über die Berner Alpen zwischen Grimselpass und Saint-Maurice (heute mit Autoverlad). Seither ist auch das Lötschental von Norden her zugänglich.
Im Osten der Berner Hochalpen wurden nach und nach die Kraftwerksanlagen der KWO errichtet (Räterichsbodensee, Grimselsee, Oberaarsee).
In den 1960er- und 1970er-Jahren war eine Autobahn (Nationalstrasse) über den Rawilpass geplant, die zwischenzeitlich wieder ad acta gelegt wurde.
Am Südrand der westlichen Berner Alpen entstanden grössere Skigebiete, oberhalb von Crans-Montana, von Anzère und von Les Diablerets, wobei die Seilbahnen auf die Pointe de la Plaine Morte bzw. auf den Sex Rouge auch die Gipfelregionen erschliessen (Sommerskilauf). Auch am Südrand der östlichen Berner Alpen entstanden kleinere Skigebiete, so in Leukerbad, auf der Belalp und der Bettmeralp (mit Eggishorn). Wildhorn, Ebnefluh und Rosenegg wurden als Hubschrauberlandeplätze für das Heliskiing ausgewiesen.
Davon abgesehen sind die Berner Hochalpen bis heute praktisch nur fürs Wandern und Bergsteigen erschlossen; durch Wege und Pfade und durch Hütten der Alpenclubs (vor allem des SAC), von denen einige durch den Frühjahrsskitourismus gross geworden, andere dagegen abgeschieden sind. Fürs Skibergsteigen beliebt sind die Haute Route der Berner Alpen vom Grimselpass über die Oberaarjochhütte, die Finsteraarhornhütte und Konkordiahütte ins Lötschental sowie die Verbindung vom Jungfraujoch (Jungfraubahn) ins Lötschental oder zur Konkordiahütte. Im Sommer sind ebenfalls die Bereiche gut besucht, die sich von der Jungfraubahn her erreichen lassen. Alle übrigen Bereiche, insbesondere die gesamte Nesthorn-Bietschhorn-Gruppe samt ihren ins Rhonetal führenden Tälern sind noch sehr einsam. Völlig wild und unberührt ist bis heute das Tal des Fieschergletschers, durch das nur heikle Pfadspuren führen.
Ein wesentlicher Teil dieser Wildnis wurde 2001 als UNESCO-Weltnaturerbe Jungfrau-Aletsch-Bietschhorn ausgewiesen.
Die westlichen Berner Alpen sind intensiver erschlossen, insbesondere die Verdrahtung und Verbetonierung der Berge um Crans-Montana ist auffällig. Von den Skigebieten abgesehen sind sie aber, weil Fahrstrassen über die Pässe fehlen, ebenfalls noch recht naturbelassen und ein Wanderziel mit Ausblicken auf die gegenüberliegenden Walliser Alpen.
Sowohl am Nordrand der Berner Alpen – durch die Hintere Gasse – als auch an ihrem Südrand – zwischen Grimsel- und Gemmipass – verlaufen ausgezeichnete Weitwanderwege. Die Nordroute gehört zur Alpenpassroute; beide Routen zählen zum System der Via Alpina.

## Schutzgebiete

### Landschaften von nationaler Bedeutung
Gemäss Artikel 5 des Bundesgesetzes über den Natur- und Heimatschutz führt die Schweiz ein Bundesinventar der Landschaften und Naturdenkmäler von nationaler Bedeutung.
In den Berner Alpen gibt es acht in diesem Inventar aufgeführte Landschaftsschutzgebiete:
- Nr. 1501, Bezeichnung: Gelten-Iffigen, Jahr der Aufnahme in das Inventar: 1977, Grösse: 4687 ha, Beschreibung: Wenig berührte Gebirgslandschaft mit mehreren imposanten Wasserfällen (Geltenschuss, Dungelschuss, Iffigenfälle) und anmutigen Seen (Lauenensee und Iffigensee). Auf dem Hohberg einzigartiges Beispiel für eine vom Menschen wenig beeinflusste obere Waldgrenze mit besonders reicher Flora.
- Nr. 1507, Bezeichnung: Berner Hochalpen und Aletsch-Bietschhorn-Gebiet (nördlicher Teil), Jahr der Aufnahme in das Inventar: 1983, Revisionen: 1996, Grösse: 49'581 ha
- Nr. 1513, Bezeichnung: Engstligenfälle mit Engstligenalp, Jahr der Aufnahme in das Inventar: 1996, Grösse: 2488 ha
- Nr. 1704, Bezeichnung: Mont d’Orge près de Sion, Jahr der Aufnahme in das Inventar: 1977, Grösse: 183 ha, Beschreibung: Freistehender Hügel mit an der Nordflanke eingebettetem See. Typische Landschaft des Mittelwallis. Stirn der Penninischen Decke mit Sandsteinen und Sandkalken. Auf der Südseite Steppenrasen, Flaumeichen- und Föhrenbestände mit vielfältiger wärmeliebender Flora und Fauna. Nordhang bestockt mit Laubmischwald. Terrassenförmig angelegte Rebkulturen. Schöne Sicht auf die Stadt Sitten und die Rhone-Ebene.
- Nr. 1705, Bezeichnung: Valère et Tourbillon, Jahr der Aufnahme in das Inventar: 1977, Grösse: 44 ha, Beschreibung: Zwei schroff aus dem Rhonetal aufsteigende, die Hauptstadt des Wallis dominierende Felshügel, gekrönt von historischen Baudenkmälern: Ruine des bischöflichen Schlosses auf Tourbillon, Kirche von Valeria, Allerheiligenkapelle. Xerische Pflanzengesellschaften mit seltenen Arten, u. a. subspontanes Vorkommen der Opuntia humifusa.
- Nr. 1706, Bezeichnung: Berner Hochalpen und Aletsch-Bietschhorn-Gebiet (südlicher Teil), Jahr der Aufnahme in das Inventar: 1983, Revisionen: 1998, Grösse: 47'306 ha
- Nr. 1711, Bezeichnung: Raron-Heidnischbiel, Jahr der Aufnahme in das Inventar: 1996, Revisionen: 1998, Grösse: 276 ha
- Nr. 1714, Bezeichnung: Bergij-Platten, Jahr der Aufnahme in das Inventar: 1998, Grösse: 275 ha

### Alpine Auenlandschaften
In den Berner Alpen liegen 26 geschützte Auenlandschaften, die im Bundesinventar der Auengebiete von nationaler Bedeutung verzeichnet sind. Neben Auen an Flüssen in den Alpentälern gehören dazu auch mehrere hochalpine Gletschervorfelder und alpine Schwemmebenen.

### Moorlandschaften
Sieben grosse Moorlandschaften der Berner Alpen sind im Bundesinventar der Moorlandschaften von besonderer Schönheit und von nationaler Bedeutung aufgeführt.

### Jagdbanngebiete
Im Berner Oberland sind zwei umfangreiche Jagdbanngebiete ausgeschieden: Schwarzhorn und Kiental. Im Walliser Teil der Berner Alpen bestehen die Jagdbanngebiete Aletschwald, Alpjuhorn, Bietschhorn, Wilerhorn und Leukerbad.